# Мустафа (шеху Борну)
Мустафа I (*д/н —1885) — 5-й шеху (володар) Борну з листопада 1884 до лютого 1885 рока. Повне ім'я Мустафа ібн Мухаммад аль-Амін. Відомий також як Абба Маста Кура.

## Життєпис
Походив з династії Канемі. Син шеху Мухаммад аль-Аміна I. Про нього відомостей обмаль. 1884 року ймовірно відсторонив або отруїв шеху Абу-Бакра I. Втім не мав міцної влади та підтримки численних прихильників.
Вже у лютому 1885 року його повалив небіж Ібрагім I.